# 太田焼きそば

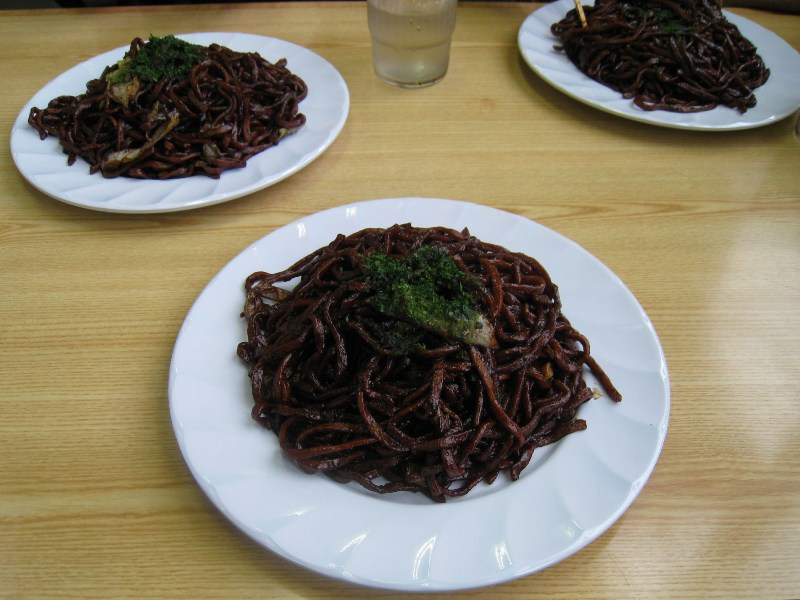
太田市岩崎屋の焼きそば

太田焼きそば（おおたやきそば）は、群馬県太田市で提供されるご当地焼きそば。「日本三大焼きそば」のひとつに数えられる。

## 概要
野菜、ソース、麺のみが基本のスタイルである。太麺に濃厚ソースが主流。
広く知られているのは「真っ黒い焼きそば」であるが、真っ黒ばかりではなく、太田焼きそばの中には薄い色の焼きそばもある。
2023年時点では、太田市内に約80店の焼そば店がある。太田市内で提供される焼きそばは店によってさまざまで「同じ味が一つとしてない」とも言われ、これも太田焼きそばの魅力の一つとなっている。
太田焼きそば提供店で組織する「上州太田焼きそばのれん会」は、「特徴がないことが特徴」と説明し、入会に際して味付けや製法の条件は設けていない。一皿に太さが違う麺を混ぜで出す店、中華料理風やスパゲッティ風の焼きそばを出す店もある。

## 歴史
第二次世界大戦後、太田市の富士重工業（現・SUBARU） に出稼ぎに来ていた東北の工員が焼きそばを持ち込み、定着したのが始まりと言われる。
安価で量もあり、いつでも気軽に食べられる焼きそばは、太田市民に愛されてゆくことになる。
太田市と観光協会、のれん会は共同で、秋田県横手市や静岡県富士宮市に続いて「焼きそばの街」として日本全国にPRしている。
2000年6月には、横手市や富士宮市と太田市とで「三国同麺」を結成し、3市の市長が「三国同麺協定」に署名し協定を締結するというパフォーマンスを行い、多くのメディアに取り上げられた。
2002年には太田市観光協会が中心となって前述の「上州太田焼そばのれん会」を結成。2007年にはB-1グランプリに太田焼きそばを出展した。

## 有名な店舗
岩崎屋
メニュー構成は「焼そば」（量の違いで何種類かはあるが同一）と「焼まんじゅう」のみ。
黒い焼きそばで知られる。
清水屋本店
ラードで炒めた麺と細切りキャベツ。細麺を使うのが特徴的。